# Washington D.C. Area Film Critics Association
La Washington D.C. Area Film Critics Association (WAFCA) è un'organizzazione no-profit costituita da un gruppo di 52 critici professionisti che lavorano nel mondo della televisione, della stampa, della radio e del web. I membri dell'organizzazione risiedono nell'area distrettuale di Washington, in Maryland o in Virginia.
Ogni anno nel mese di dicembre i critici della WAFCA si riuniscono per votare e assegnare i premi ai migliori film usciti nelle sale dell'anno corrente. I premi vengono annunciati sul sito ufficiale ma non è presente una cerimonia di consegna.

## I premi

### Miglior film
- 2002: Era mio padre
- 2003: Il Signore degli Anelli - Il ritorno del re
- 2004: Se mi lasci ti cancello
- 2005: Munich
- 2006: United 93
- 2007: Non è un paese per vecchi
- 2008: The Millionaire
- 2009: Tra le nuvole
- 2010: The Social Network
- 2011: The Artist
- 2012: Zero Dark Thirty
- 2013: 12 anni schiavo
- 2014: Boyhood
- 2015: Il caso Spotlight
- 2016: La La Land
- 2017: Scappa - Get Out
- 2018: Roma
- 2019: Parasite
- 2020: Nomadland

### Miglior regia
- 2002: Sam Mendes per Era mio padre; Denzel Washington per Antwone Fisher; Spike Jonze per Il ladro di orchidee
- 2003: Peter Jackson per Il Signore degli Anelli - Il ritorno del re
- 2004: Michel Gondry per Se mi lasci ti cancello
- 2005: Steven Spielberg per Munich
- 2006: Martin Scorsese per The Departed
- 2007: Joel ed Ethan Coen per Non è un paese per vecchi
- 2008: Danny Boyle per The Millionaire
- 2009: Kathryn Bigelow per The Hurt Locker
- 2010: David Fincher per The Social Network
- 2011: Martin Scorsese per Hugo Cabret
- 2012: Kathryn Bigelow per Zero Dark Thirty
- 2013: Alfonso Cuarón per Gravity
- 2014: Richard Linklater per Boyhood
- 2015: George Miller per Mad Max: Fury Road
- 2016: Damien Chazelle per La La Land
- 2017: Christopher Nolan per Dunkirk
- 2018: Alfonso Cuarón per Roma
- 2019: Bong Joon-ho per Parasite
- 2020: Chloé Zhao per Nomadland

### Miglior attore
- 2002: Jack Nicholson per A proposito di Schmidt
- 2003: Bill Murray per Lost in Translation
- 2004: Jamie Foxx per Ray
- 2005: Philip Seymour Hoffman per Truman Capote
- 2006: Forest Whitaker per L'ultimo re di Scozia
- 2007: George Clooney per Michael Clayton
- 2008: Mickey Rourke per The Wrestler
- 2009: George Clooney per Tra le nuvole
- 2010: Colin Firth per Il discorso del re
- 2011: George Clooney per Paradiso amaro
- 2012: Daniel Day-Lewis per Lincoln
- 2013: Chiwetel Ejiofor per 12 anni schiavo
- 2014: Michael Keaton per Birdman
- 2015: Leonardo DiCaprio per Revenant
- 2016: Casey Affleck per Manchester by the Sea
- 2017: Gary Oldman per L'ora più buia
- 2018: Bradley Cooper per A Star Is Born
- 2019: Adam Driver per Storia di un matrimonio
- 2020: Chadwick Boseman per Ma Rainey's Black Bottom

### Migliore attrice
- 2002: Julianne Moore per Lontano dal paradiso
- 2003: Naomi Watts per 21 grammi
- 2004: Imelda Staunton per Il segreto di Vera Drake
- 2005: Reese Witherspoon per Walk the Line
- 2006: Helen Mirren per The Queen
- 2007: Julie Christie per Lontano da lei
- 2008: Meryl Streep per Il dubbio
- 2009: Carey Mulligan per An Education
- 2010: Jennifer Lawrence per Un gelido inverno
- 2011: Michelle Williams per Marilyn
- 2012: Jessica Chastain per Zero Dark Thirty
- 2013: Cate Blanchett per Blue Jasmine
- 2014: Julianne Moore per Still Alice
- 2015: Saoirse Ronan per Brooklyn
- 2016: Natalie Portman per Jackie
- 2017: Frances McDormand per Tre manifesti a Ebbing, Missouri
- 2018: Lady Gaga per A Star Is Born
- 2019: Lupita Nyong'o per Noi
- 2020: Frances McDormand per Nomadland

### Altri premi
- Miglior attore non protagonista
- Migliore attrice non protagonista
- Migliore esordiente (dal 2004)
- Miglior cast
- Migliore performance canora (dal 2016)
- Migliore performance in motion capture (dal 2016)
- Migliore sceneggiatura originale
- Migliore adattamento
- Miglior film d'animazione
- Miglior documentario
- Miglior film straniero (dal 2004)
- Miglior scenografia (dal 2004)
- Miglior fotografia (dal 2010)
- Miglior montaggio (dal 2013)
- Migliore colonna sonora (dal 2010)
- Premio speciale Joe Barber (dal 2012)